# Casetta di Pietro il Grande
La Casetta di Pietro il Grande (in russo Домик Петра I?: Domik Petra I o Domik Petra Pervogo o Domik Petra Velikogo) è una piccola casa di legno, prima residenza dello zar Pietro il Grande ai tempi della fondazione di San Pietroburgo.
La capanna di tronchi fu costruita in tre giorni nel maggio 1703, dai soldati del Reggimento Semënovskij.
A quel tempo, la nuova San Pietroburgo fu descritta come "un mucchio di villaggi collegati tra loro, come alcune piantagioni nelle Indie Occidentali".
La data della sua costruzione è oggi considerata la data della fondazione della città.
Il disegno combina un'izba, la tradizionale casa di campagna russa tipica del XVII secolo, ed il Barocco olandese amato dallo zar, che in seguito si sarebbe evoluto nel barocco petrino.
La casetta in legno di San Pietroburgo copre solo 60 m². ed è divisa in tre stanze: soggiorno, camera da letto e studio.
Ha ampie finestre ornate e un alto tetto a padiglione di tegole in legno.
All'interno, le pareti di legno erano dipinte con olio rosso per assomigliare a mattoni e le stanze furono chiamate "camere rosse" (krasnye choromsty).
Non ci sono fuochi o camini, perché doveva essere utilizzata solo nei caldi mesi estivi.
Fu occupata dallo zar tra il 1703 ed il 1708, mentre Pietro sorvegliava la costruzione della nuova città imperiale e della Fortezza di San Pietro e San Paolo.
La casetta è stata spostata nella sede attuale, 6 Petrovskaja Naberežnaja, nel 1711 dal suo sito originario sulla riva nord del fiume Neva vicino al Palazzo d'Inverno.
Nel 1723 Pietro fece racchiudere la capanna in un padiglione di mattoni rossi, per preservarla dalle intemperie e ordinò che fosse conservata per i posteri in memoria della sua modestia e della costruzione di San Pietroburgo ex nihilo.
La protezione in mattoni della casetta fu ristrutturata per ordine di Caterina la Grande nel 1784 e ricostruita da Nicola I negli anni 1840.
Nicola I fece anche trasformare la camera da letto in una cappella dedicata a Cristo Redentore; ringhiere in ferro furono aggiunte nel 1874.

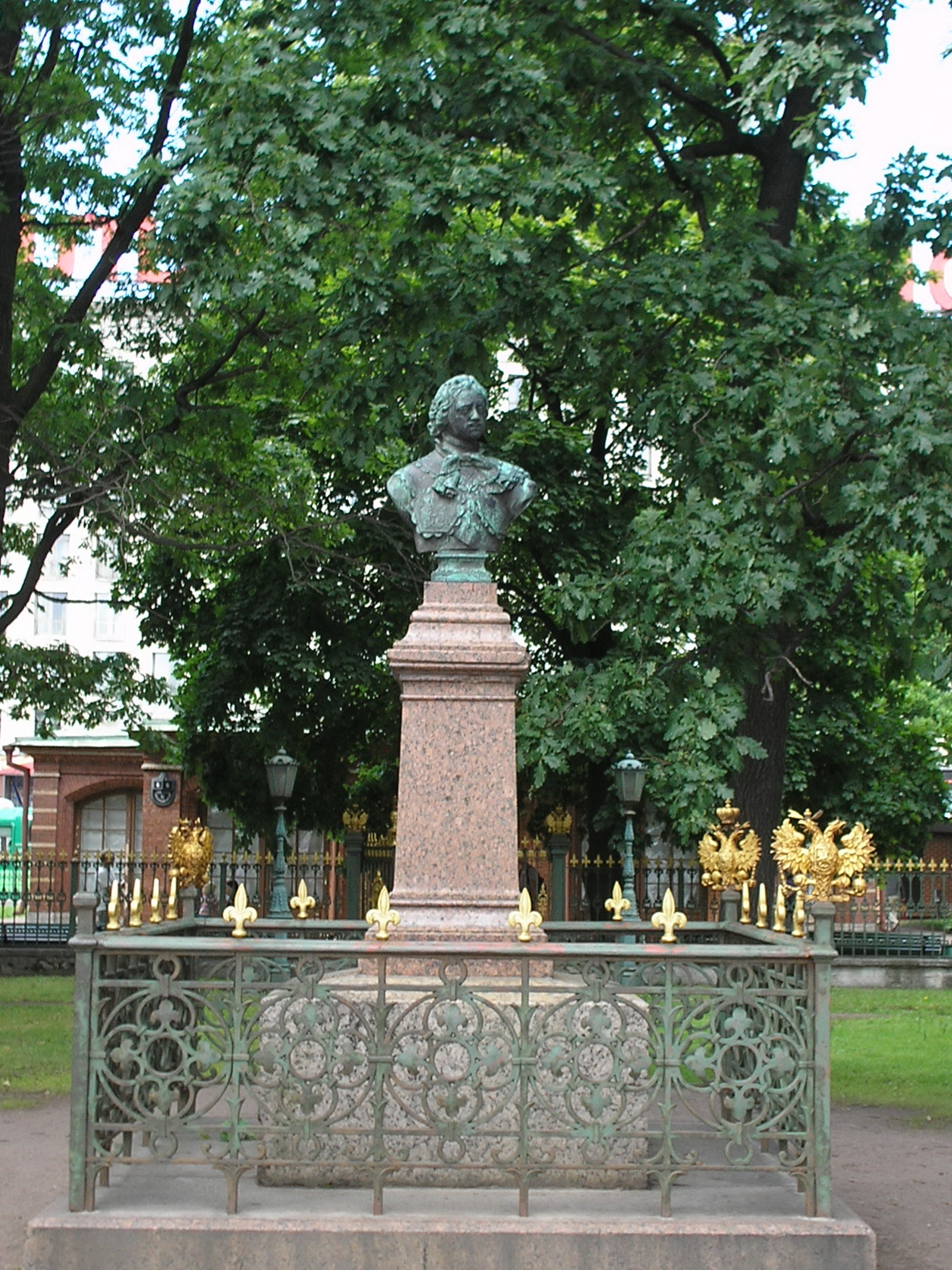
Busto di Pietro il Grande, in fronte alla sua capanna.

Pietro ha costruito simili domiki anche in altri luoghi della Russia, per esempio a Voronež e Vologda.
I domiki di Pietro furono usati per segnare ricorrenze significative, come il bicentenario della nascita di Pietro nel 1872.
Essi divennero un centro di devozione allo zar, alla Chiesa ortodossa russa ed alla madrepatria russa (rodina).
Un'immagine della capanna di tronchi fu inclusa nell'Uovo Fabergé di Pietro il Grande, creato nel 1903 per celebrare il bicentenario della fondazione di San Pietroburgo.
Dopo la Rivoluzione russa divennero i simboli del lavoro eroico russo.
È considerata un prezioso monumento nazionale, durante la Seconda guerra mondiale i cimeli in essa contenuti furono rimossi, e la capanna fu protetta con assi e camuffata.
Fu il primo museo di San Pietroburgo a riaprire nel settembre 1944, al termine dell'Assedio di Leningrado.
Oggetti personali e domestici di proprietà e usati da Pietro sono ancora visibili all'interno e un busto di Pietro, opera di Parmen Zabello, si erge all'esterno. La casetta è aperta al pubblico.